# Quinto Fabio Massimo Allobrogico
Quinto Fabio Massimo Allobrogico (in latino Quintus Fabius Maximus Allobrogicus; fl. 120 a.C.) è stato un politico e generale romano.

## Biografia
Apparteneva alla nobile gens Fabia, era figlio di Quinto Fabio Massimo Emiliano, console romano nel 145 a.C. Nominato questore nel 134 a.C., anno in cui lo zio Scipione Emiliano ottenne il secondo consolato, partì a suo fianco per la guerra contro i Celtiberi in Hispania, che si concluse nel 133 a.C. con la distruzione della città di Numanzia, dopo 15 mesi di assedio. Ritornato a Roma nel 132 a.C., curò personalmente nel 129 a.C., le esequie dello zio, pronunciando egli stesso il discorso funebre in suo onore. Pretore poi della Spagna nel 124 a.C., divenne console nel 121 a.C., insieme a Lucio Opimio, e gli fu affidata la guerra contro gli Allobrogi in Gallia Transalpina. Qui guidò l'esercito assieme al suo predecessore Gneo Domizio Enobarbo. Riportò nell'agosto dello stesso anno, presso la confluenza dell'Isère col Rodano, una vittoria decisiva su di loro e su Bituito, re degli Arverni.
Nel 120 a.C., per queste vittorie, gli fu conferito il trionfo, durante il quale fece sfilare il re degli Arverni, Bituito, nella sua armatura d'argento, e gli fu conferito l'agnomen Allobrogicus. Grazie ai bottini di guerra, ricavò abbastanza denaro per erigere il Fornix Fabianus nel foro romano.
Ritiratosi a vita privata, continuò a godere di alta riputazione, grazie alle sue qualità di grande oratore e letterato, ed ebbe un figlio omonimo che fu famoso per i suoi vizi.